# ウリナリコントライブのコント一覧
ウリナリコントライブのコント一覧（ウリナリコントライブのコントいちらん）では、日本テレビ系で放送されていたウッチャンナンチャンのウリナリ!!で番組最後にあった人気コントライブコーナー、「ランキングキャラクターライブ」（1996年4月〜1999年9月）・「スーパーフライデーナイトライブ」（1999年10月〜2000年9月）・「ウリナリライブ2001・2002」（2001年6月〜2002年2月）の3つの歴代コントを一挙に並べる。O.Aされていないコントもある（※は未O.A.）。
ナレーターはバッキー木場。

## ランキングキャラクターライブ
1996年9月13日〜1999年10月15日放送。それまで断片的に行われたコント枠を集約する形でスタート。レギュラーだったビビアン・スー降板に従い終了。ロケによるスペシャルコントとしても行われた。
（ ）はそのコントに登場するウリナリレギュラー陣。 右側の - ○○はそのコントの元のもの。
- アナザービスケッツ（堀部・有野・藤崎） - ポケットビスケッツ・ブラックビスケッツに続く第三のユニットという触れ込みだったが、たった一回のみの出演に終わった。
- 天野のかあちゃん（天野・内村・南原・勝俣・藤崎） - 天野(内村)のかあちゃん(天野)が織りなすドタバタコメディ。最終回ユニット。
- イスタンブール（内村・ウド・濱口）
- 市原のオバチャン（南原・内村・ウド・堀部・天野・勝俣） - 市原悦子
- ウドえもん（ウド・濱口・内村） - ドラえもん
- ウド劇団（ウド・内村・南原・勝俣・濱口） - ウドの作・演出による独特の世界観を持った短編劇が展開された。劇終了後の劇団員の紹介が見どころ。
  - ウド1人劇団（ウド）※
- 演歌ボーイズ（内村・天野・濱口・有野） - 毎回ウリナリの出演者一人にスポットを当てた歌を既製曲の替え歌で熱唱。バトルトーナメントではベスト4を獲得。南原をテーマにした回では、橋幸夫がスペシャルゲストとして参加した。
- 王子さまお姫さま（内村・千秋・天野・藤崎・有野（ザッツ・ウリナリテイメントのみ）） - バトルトーナメント2の準優勝者。
- 俺は長田だっ!（内村） - 「ウリナリ!」ディレクターの長田昌之。バトルトーナメント3の準優勝者。
- カミカミマン→スラスラマン→スラスラマンJr.（南原・内村・勝俣・堀部・千秋） - コーナー開始前にOAされたコントが初登場。
- 逆説刑事（南原・勝俣・堀部・天野・ウド・有野・千秋・藤崎）※
- グッドボーイズ（南原・有野）
- くらした〜い（内村・千秋・天野）
- コギャルドラゴン（内村・千秋・有野）- 2回目ユニット2組目。
- KORO&SACHIKO（南原・千秋） - 3回目ユニット2組目。
- コント555（内村・勝俣） - コント55号
- コンビニーズ（有野・天野・千秋）※
- ザ・パント（南原・堀部・天野・ビビアン・ウド） - バトルトーナメントでは2回出場し、3ではベスト4を獲得。なお、ザッツ・ウリナリテイメントで行われた特別編コントは、ランキングキャラクターライブ傑作選5に収録。
- ザ・レスラーズ（南原・勝俣・濱口） - タイガー南原、アニマル勝俣、ポセイドン濱口の3人のレスラーによるトリオ漫才だが、コーナーでの人気はあまり著しくない（『笑点』の名物コーナー「笑点の穴」でも観客からは笑いを誘われなかった為に失格、同時にライブ出場停止処分となった）。初回ユニット2組目。
- 3年B組（内村・南原・天野・ウド・濱口・千秋）※ - 3年B組金八先生
- ジェントル南田（南原・内村・堀部・千秋）
- じじの助・じじ太郎（内村・堀部）※
- Senior Junior（内村・ウド） - バトルトーナメントではベスト4を獲得。先輩のウド（Senior）と、後輩の内村（Junior）のコント。『笑点』の名物コーナー「笑点の穴」で観客から笑いを誘われて合格、同時に同番組に出演した。初回ユニット1組目。
- 小4ズ（南原・勝俣・天野）- バトルトーナメント2ではベスト4を獲得。
- ストーカーズ（内村・天野）
- スリーフルーツ（内村・堀部・濱口） - かつて一世を風靡した人気アイドルグループ・スリーフルーツのメンバーで今は中年のマスカット(内村)とオレンジ(堀部)が互いの再会をきっかけに再結成を目論むが、彼らをとりまく周囲の風はあまりに冷たかった。
- セロセロオセロ（天野・有野） - オセロ
- 川柳塾（南原・当時の女性レギュラー全員）
- 正す達人の会（内村・勝俣・南原・堀部・天野・有野・千秋）
- ちっちっちあきちゃん（当時のレギュラー全員（ただし、内村は声のみ）） - 千秋
- チーム世界史（内村・有野・勝俣）
- チーム日本史（内村・勝俣・有野）
- チーム早口（内村・勝俣・堀部・天野・ウド・有野・千秋・藤崎）
- ちょっといい話（南原・堀部）
- 父さんのコップ（南原・堀部） - 象さんのポット。バトルトーナメントの準優勝者。
- 東京シャンソンショー（内村・ウド）
- 投稿!肉体写真（当時のレギュラー全員）- 投稿!特ホウ王国。バトルトーナメント3ではベスト4を獲得。
- どうだろう君（内村・勝俣・天野・千秋）
- ドギードックス（堀口・ウド・千秋）※
- ナンゴロウとゆかいな仲間たち（南原・勝俣・天野） - ムツゴロウとゆかいな仲間たち
- ナンフィー南田（南原・内村・天野・濱口）- マーフィー岡田
- 日本男児（南原・勝俣・濱口・ウド） - 一世風靡セピア
- ニュースの出来事（内村・千秋） - NNNきょうの出来事
- V.S（内村・ウド）
- バロン内村（内村・千秋（ロケのみ））
- ヒイキーズ（内村・千秋・ビビアン）
- Hip Hop Boyz→NEWHip Hop Boyz（南原・濱口・勝俣・内村） - 2回目ユニット1組目。
- ビビアン星人（ビビアン・内村）- 3回目ユニット1組目。
- ひまわりさん（千秋・濱口・有野・ウド）※
- 微妙な恋人たち（内村・南原・天野・有野・千秋・藤崎）
- フクメンズ（南原・勝俣・濱口） - 「笑点の穴」で失格となったため、コーナー出演停止処分となっていたザ・レスラーズが設定を変えて再出演。
- ふられマス夫（南原・天野・勝俣・千秋）※
- フリーディレクターKOJIRO→フリーディレクターKOSHIRO（南原・勝俣・天野・濱口・有野・千秋・藤崎）
- ブレーンブラザーズ（南原・有野）
- ホワイティ（内村）- 元々はウリナリホッケー部で初登場。その後はサークル企画に登場する度にそのサークルを廃部にしてしまうというジンクスを抱えていた。バトルトーナメントでは3回優勝。武道館にて単独ライブも行うほどの人気で、このコーナーの代表格。
- マッドファーザー（内村・堀部・有野・千秋）
- Mr.管理人（内村・勝俣・天野・千秋）
- 宗方コーチ（内村・千秋・藤崎）- 元は「ウンナン世界征服宣言」で内村が演じていたキャラクター。
- 燃える闘魂（南原・内村・ウド・天野・勝俣・濱口・有野・藤崎）- アントニオ猪木
- モーニング息子（当時の男性レギュラー全員） - モーニング娘。
- 辞めんなマン（内村・勝俣・有野・濱口・千秋）-使用BGM（主に登場曲）はザ・ジャガーズの「君に会いたい」であるが、辞めんなマン役の内村が曲を流していた。バトルトーナメント2ではベスト4を獲得。
- ヤンキース（堀部・有野・濱口）※
- ラバーズ（ウド・ビビアン）
- ルーレットボーイズ（天野・ウド・有野・濱口）

## スーパーフライデーナイトライブ
1999年10月22日〜2000年9月22日放送。
ナレーターの出番はコーナーのタイトルでMCの紹介・ライブ終了後の様子の紹介のみとなっていたが、MC制度の後期からMC制度廃止後はナレーターによるユニット紹介が復活した。

### ユニット
- 青空（南原・堀部・天野・勝俣）※2回目ユニット2組目
- イフストーリー（南原・ウド・天野・濱口・有野）
- 学術派家族（内村・勝俣・堀部・千秋）
- 勝ち抜き余韻ショー（南原・内村・天野・ウド・有野・勝俣）
- かなわぬ恋（内村・南原・勝俣・堀部・天野・ウド・濱口・有野）
- コウスケとキョウコ（内村・千秋・ウド・有野）※ざるそばをこぼす役のウドが内村にぶつかる前にそばをこぼしてしまったため、出演が出来なかったというハプニングが起こった。
- ゲンジ物語（内村・千秋・ウド） - 源氏物語
- ケンイチ　ヨーコ（堀部・藤崎・内村・千秋・天野・勝俣・濱口・有野・山川）
- 暮らしの裏ワザ刑事（南原・勝俣・ウド・堀部）
- ソルジャー（南原・勝俣・ケディ・山川・濱口・天野）※天野はランキングキャラクターライブに登場した天野のかあちゃんとして登場し、山川はケディが降板した後に登場。なお、ケディが唯一出演したユニット。
- ダジャレ道場（南原・天野・千秋）
- トークマン（南原・ダンス☆マン）※初回ユニット1組目
- チーマン（千秋・内村・濱口・天野・堀部（声のみ）） - シーマン※2回目ユニット1組目
- チーム文学史（南原・内村・勝俣）※最終回ユニット2組目
- デンティスト（内村・勝俣・ウド・山川）
- 日テレ式健康体操（内村・天野・勝俣・藤崎）
- ナヤンデルタール人（内村・ウド・濱口）
- 8人の侍（天野・内村・勝俣・ウド・堀部） - 7人の侍※初回ユニット2組目
- ハートカクテル（南原・ウド） - ハートカクテル
- 引っ張り吊り輪（内村・勝俣・有野・堀部・天野・ウド・山川・藤崎）
- 引っ張り野球（内村・勝俣・有野・堀部・天野・ウド・山川・藤崎）
- 本当はこの中で…（濱口・内村・天野・ウド・有野・堀部・勝俣・千秋・藤崎）
- ぶらり3人旅（藤崎・千秋・天野） - ぶらり途中下車の旅
- ミツバチウッチ（内村・千秋（声のみ）） - みなしごハッチ
- 名探偵アナン（天野・南原・内村・藤崎） - 名探偵コナン※BGMは本家コナンの劇中BGMを使用。
- 妄想族（南原・堀部）
- レイトマン（内村・天野・千秋）※最終回ユニット1組目
- Let's 英会話（内村・ウド・千秋）
- レッツエクササイズ（南原・千秋・藤崎・山川・天野・有野（晋子として登場））
- 略さない家族（内村・堀部・有野・千秋）
- 林檎ボーイズ（内村・有野・濱口・天野） - 椎名林檎※ランキングキャラクターライブに登場した演歌ボーイズと同じメンバーである。
- 笑いの会社（南原・勝俣・天野・ウド・千秋）

### MC
- ウドチャンアリチャン（ウド・有野） -　ウッチャンナンチャン※2回目の放送の司会
- 青空（南原・堀部）
- 1年生（天野・勝俣）
- サンタ　サンタ　サンタ（天野・勝俣）
- 晋子と濱子（よゐこ）※濱口演じる濱子は、有野演じる晋子の同級生という設定。
- チアキ＆ナナコ（千秋・藤崎）※初回最初の司会
- ちゃんこばん（堀部・有野）
- ホーリー＆ハマー（堀部・濱口）
- 発破歌二郎（内村） ※『ウンナン世界征服宣言』の発破さんライブに登場したキャラクターで、唯一1人のみの司会
- BAKA（ウド・濱口） ※ザッツ・ウリナリテイメントでの人間発電所の姿の上に合唱団の衣装を着た姿で登場
- ハッピーターン（ウド・藤崎）※最後の司会
- まちこまき（千秋・山川）
- ラッキーズ（濱口・千秋）※芸能人社交ダンス部でのアメリカ風のダンス衣装（千秋がデザイン）で登場

## ウリナリライブ 2001・2002
2001年6月15日〜2002年2月8日放送。
- アマボ
- 犬の惑星 PLANET OF THE DOGS
- 命ボーイズ（ゴルゴ・南原・勝俣）※初回ユニット2組目。
- 大竹先生＆鈴木先生（大竹・ウド）
- お水のあぜ道（内村・山川・小池）
- U2（内村・ウド）※2回目ユニット1組目。
- トリオ・THE・メガネ（内村・天野・大竹・坂本ちゃん）※2回目ユニット2組目。
- 新モーニング息子（当時の男性レギュラー全員） - モーニング娘。※ランキングキャラクターライブに登場した「モーニング息子」の続編で、レギュラーを卒業した堀部とよゐこの3人の代わりに大竹・ゴルゴ・坂本ちゃんの3人が新メンバーとして登場。初回では最初は「抱いてHOLD ON ME!」だったが、後に「恋愛レボリューション21」を歌う事になり、次の回では同曲を歌っていると同時に衣装もリニューアルしている。初回ユニット1組目。
- ナリーポッターと賢者の玉 - ハリー・ポッターと賢者の石
- ニョロニョロママ（内村・大竹）
- ハートカクテル〜新装開店〜（南原・ウド・大竹）※スーパーフライデーナイトライブに登場した「ハートカクテル」の続編で、大竹が新店員として登場。3回目ユニット。
- 超難解迷宮入り間近欧米風殺人っぽい事件（南原・内村・勝俣・ゴルゴ・山川・小池）※最終回ユニット。
- ものまね喫茶（当時の男性レギュラー全員・山川・小池）※とある喫茶店で無料サービスが行われ、ものまねに成功すれば料金は無料で帰れるというもの。

## ウリナリライブ2001 スペシャルジョイントカーニバル
加藤茶（ザ・ドリフターズ）を招いてのジョイントコント。
- 新モーニング息子。（当時の男性レギュラー全員・加藤）
- ヒゲダンス2001（ウッチャンナンチャン・加藤）
- Library〜図書館にて〜（ウッチャンナンチャン・天野・ゴルゴ・加藤）

## 番外編
- globi（内村・千秋・ウド(3名とも当時ポケビ)、1997年） - globe
ランキングキャラクターライブのビデオ、ランキングキャラクターライブ傑作選1に収録。